# Mindener Domschatz

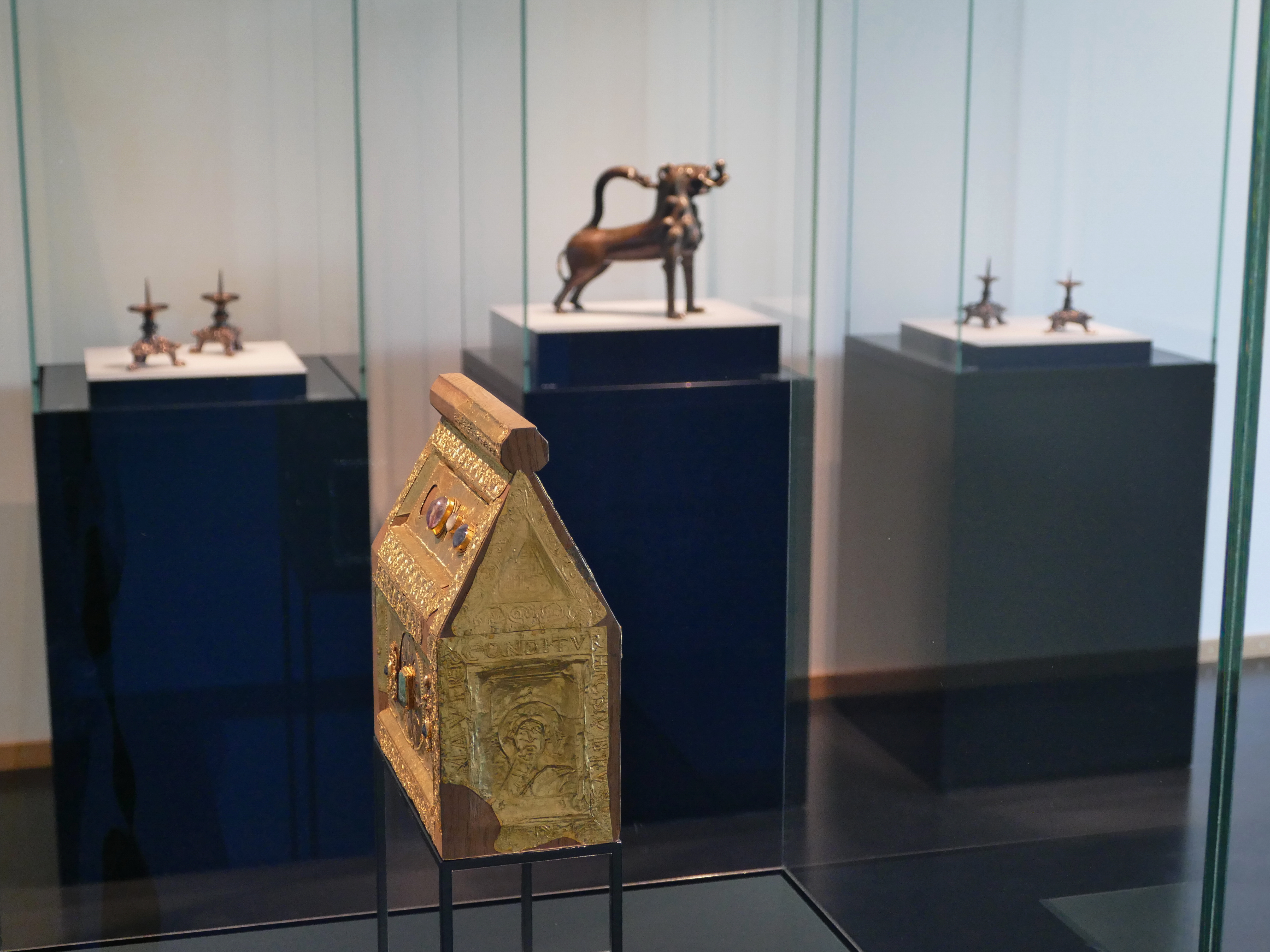
Der Domschatz Minden beherbergt eine der bedeutendsten Sammlungen christlicher Kunst in Deutschland, darunter der Petrischrein.

Der Mindener Domschatz ist eine der bedeutendsten Sammlungen christlicher Kunst in Deutschland. Im Zusammenhang mit dem Bistum Minden ist er seit über tausend Jahren zusammengetragen worden. Der Domschatz wird in der Domschatzkammer in der ostwestfälischen Stadt Minden in einem Museumsgebäude in der Nähe des Mindener Doms gesammelt und ausgestellt. Soweit konservatorisch vertretbar, werden die Stücke auch noch liturgisch genutzt. Die Domschatzkammer ist kein Kunstmuseum. Betrieben wird der Domschatz Minden vom überkonfessionellen Förderverein Dombau-Verein Minden.

## Geschichte
1380 begann der Chronist Hermann von Lerbeck mit der Aufzeichnung der Kunstgegenstände des Domes. Aus dem Jahre 1683 ist ein Inventar mit 417 Seiten erhalten. Die Domschatzkammer wurde nach dem Zweiten Weltkrieg im Haus am Dom eingerichtet. Im März 2017 eröffnete der Domschatz Minden in einem neu gestalteten Gebäudeteil des Hauses am Dom. Hauptausstellungsstücke der Domschatzkammer sind die liturgischen Geräte aus der Zeit des Bistums Minden. Dazu gehören Kelche, Leuchter und Weihrauchfässer. Ferner sind liturgische Bücher und Paramente zu finden. Fünf Reliquiare befinden sich ebenfalls in der Domschatzkammer. Der Paderborner Weihbischof Paul Nordhues übernahm seine Insignien von seinem Amtsvorgänger Wilhelm Tuschen und vermachte sie nach seinem Tod der Mindener Domschatzkammer.

### Liturgisches Gerät

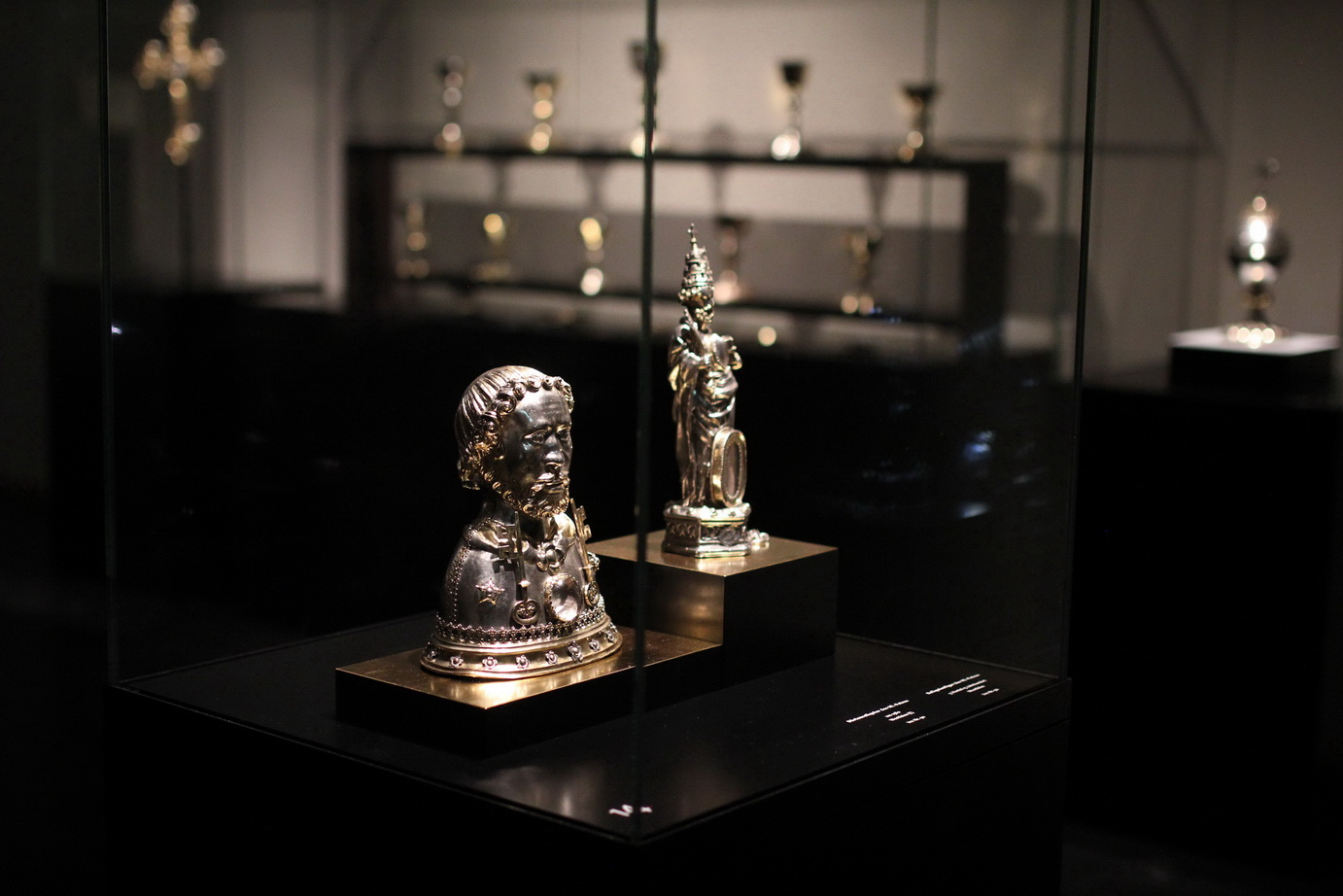
Liturgische Geräte in der Ausstellung im Domschatz Minden.

Die Domschatzkammer enthält liturgische Geräte der unterschiedlichsten Epochen. Ältestes Stück ist ein bronzener Leuchter aus der Zeit um 1200, der vermutlich in einer Mindener Werkstatt entstanden ist. Ähnliche Stücke in Minden, Borghorst und Paderborn werden als Mindener Leuchter bezeichnet. Die drei Füße des Leuchters sind als Drachenklauen gestaltet und werden von durchbrochenen Ranken fortgeführt.
Aus einer sächsischen Werkstatt stammt ein Aquamanile in Form eines Löwen. Es wurde aus Bronze hohl gegossen und war vergoldet. Es misst in der Höhe 32 cm und in der Länge 38,5 cm.
Ein Abendmahlskelch, der nach einer Inschrift 1464 von einem Gerhard und Richard Schlepegrell geschenkt wurde, zeigt am Fuß ein Rundmedaillon mit Christus am Kreuz. Auf der gegenüberliegenden Seite findet sich das Wappen der Stifterfamilie.
Ein bronzenes Weihrauchfass stammt aus der ersten Hälfte des 13. Jahrhunderts. Es wurde in Bronze gegossen, graviert und vergoldet. Das 21,5 cm hohe Gefäß ist einer Stadt nachempfunden und weist auf das himmlische Jerusalem hin. In einer Paderborner Werkstatt entstand um 1740 ein aus Silber getriebenes Weihwassergefäß mit zugehörigem Aspergill.

### Kreuze

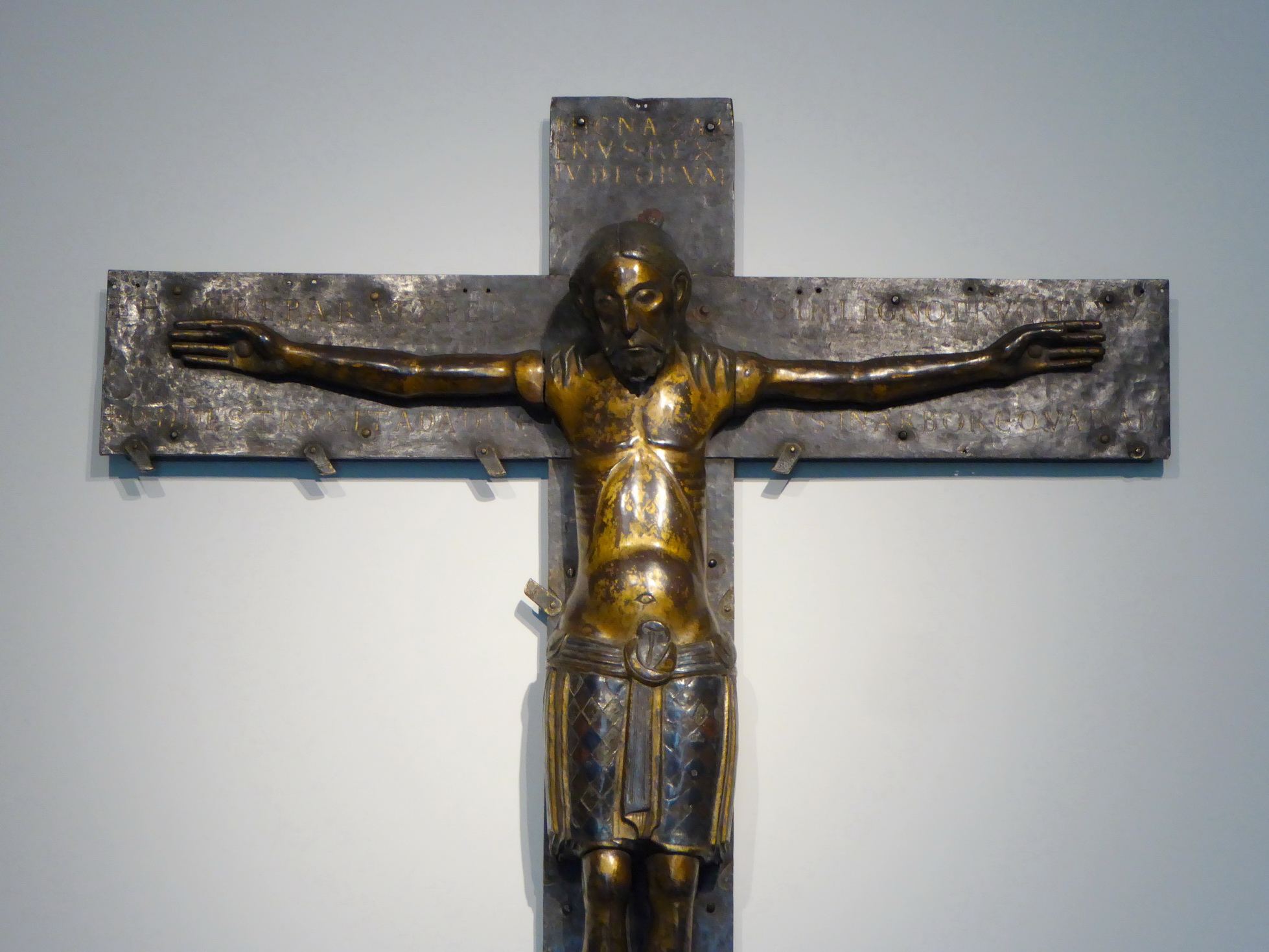
Das Mindener Kreuz aus dem frühen 12. Jahrhundert zählt zu den bedeutendsten Exponaten im Domschatz Minden.

Neben dem Mindener Kreuz aus dem 11. Jahrhundert – neuere Forschungen verweisen auf das frühe 12. Jahrhundert – befindet sich im Domschatz ein silbernes Reliquienkreuz aus der Zeit um 1300. Das zum Teil vergoldete Kreuz misst 24,5 cm in der Höhe und 15 cm in der Breite. Der Schaft ist mit Ringen, die Arme sind mit Ranken- und Liliengravuren verziert. Das Kreuz ruht auf einem Sechspass. Die Vorderseite zieren ein Bergkristall und eine eingelassene Reliquie des heiligen Andreas, auf der Rückseite befindet sich eine Kreuzigungsdarstellung.
Ein Vortragekreuz des Domkapitels entstand im ersten Viertel des 16. Jahrhunderts. Es ist mit Silber beschlagen und teilvergoldet und hat eine Höhe von 46,5 cm und eine Breite von 37 cm. Älter sind die romanischen Emailplatten sowie eine antike Kamee. Im Zentrum des Kreuzes befindet sich eine Reliquie des Kreuzes Christi. Auf der einen Seite des Kreuzes befindet sich in der Kreuzmitte eine Kamee. Sie zeigt nach Friedrich Matz den Kaiser Domitian oder nach Carl Küthmann eine Umarbeitung aus einem Porträt des Kaisers Nero. Auf den Dreipässen an den Kreuzenden sind gegossene Reliefs der vier Evangelistensymbole angebracht. In den unteren Kreuzesbalken ist eine Figur des Dompatrons Gorgonius eingraviert.
Die andere Seite zeigt in der Mitte einen Bergkristall, hinter dem sich die Kreuzesreliquie befindet. Vier quadratische romanische Emailplatten sind auf die Kreuzarme montiert. An den Dreipass-Enden erscheinen Reliefs der vier lateinischen Kirchenväter. Zusätzlich befindet sich am unteren Kreuzbalken eine Gravur des zweiten Dompatrons Petrus.

### Reliquiare

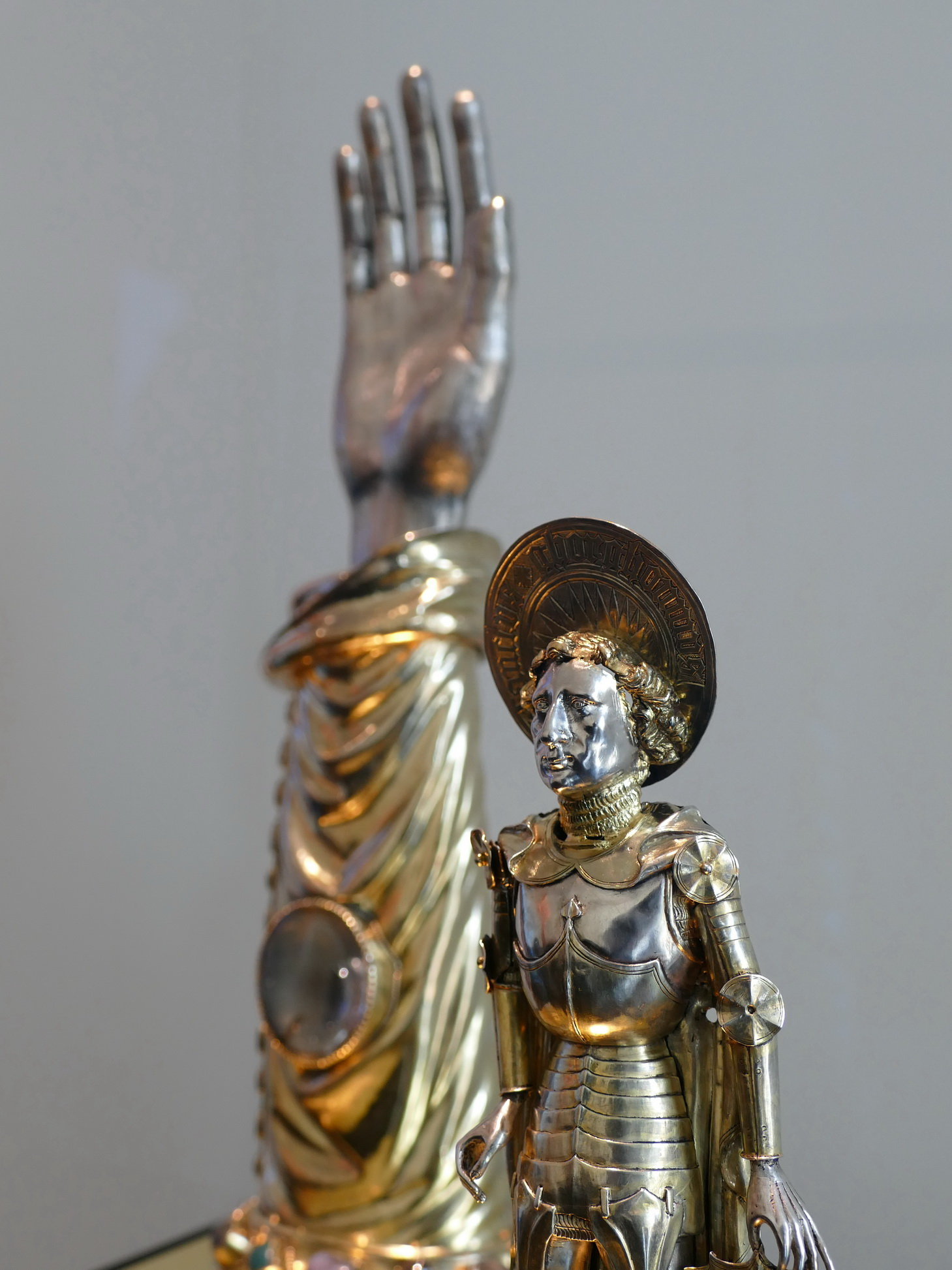
Statuette und Armreliquiar des hl. Gorgonius im Domschatz Minden.

Im Reliquienschatz des Mindener Domes haben sich fünf bedeutende Stücke erhalten. Von der heiligen Margareta existiert ein Reliquiar in Form eines linken Armes. Er ist teilvergoldet und mit Edelsteinen besetzt. Am Handgelenk befindet sich ein Amethyst, der einen Frauenkopf zeigt. Das Reliquiar entstand im 11. Jahrhundert.
Etwa in derselben Zeit entstand der Petrischrein, welcher 21 cm lang, 9 cm tief und 22,5 cm hoch ist. Es ist überliefert, dass Bischof Rudolf von Schleswig ihn im Jahre 1072 als Geschenk zur Domweihe nach Minden brachte. Die Ausführung lässt auf altsächsische Herkunft schließen. Der hölzerne Schrein ist vergoldet und mit Edelsteinen besetzt. Er ist mit einem Walmdach bedeckt, der Firstkamm wurde beim Brand 1945 zerstört. Das Bildprogramm des Schreines zeigt die Kreuzigung Petri, die Ausgießung des Heiligen Geistes. Der Boden ist mit einem Silberblech bedeckt, in das die Namen der enthaltenen Reliquien eingraviert sind.
Ein ungewöhnliches Stück ist ein Becherreliquiar aus dem 12. Jahrhundert, ein sogenannter Hedwigsbecher. Es misst 9,8 cm in der Höhe und hat einen Durchmesser von 28,5 cm. Das rauchtopasfarbene Glas wurde zunächst gegossen, später wurde die Ornamentik eingeschnitten. Die zugehörige Fassung misst 28,6 cm in der Höhe und wurde aus Silberblech gefertigt, welches vergoldet wurde. Sie entstand im 13. Jahrhundert. Der Legende nach reichte die heilige Hedwig in diesem Glas Wasser, welches dann zu Wein geworden war.
Ein weiteres Reliquiar hat die Form des rechten Armes des Dompatrons Gorgonius. Es wurde in Holz gefertigt und mit Silber beschlagen und ist teilvergoldet. Das 47,7 cm hohe Gefäß entstand im 15. Jahrhundert. Am Arm befindet sich ein Bergkristall, der den Blick auf die Reliquie im Inneren freigibt. Man nimmt an, dass Heinrich der Löwe die Reliquie von einer Wallfahrt mitbrachte. Eine Besonderheit ist eine Gemme in der unteren Steinreihe, die im 1. oder 2. Jahrhundert entstanden ist.
Nach der Säkularisation des Stifts Schildesche 1825 erhielt Minden den Schildescher Schrein. Er wurde aus Eichenholz gefertigt und entstand zwischen 1330 und 1340. Die Außenseiten zeigen Christus als Weltenrichter, Maria Magdalena, die Nebenpatrone des Stifts Schildesche Katharina und Cäcilia, Johannes den Täufer sowie drei Äbtissinnen. Auf dem Dach sind die klugen und törichten Jungfrauen zu sehen.

### Figuren

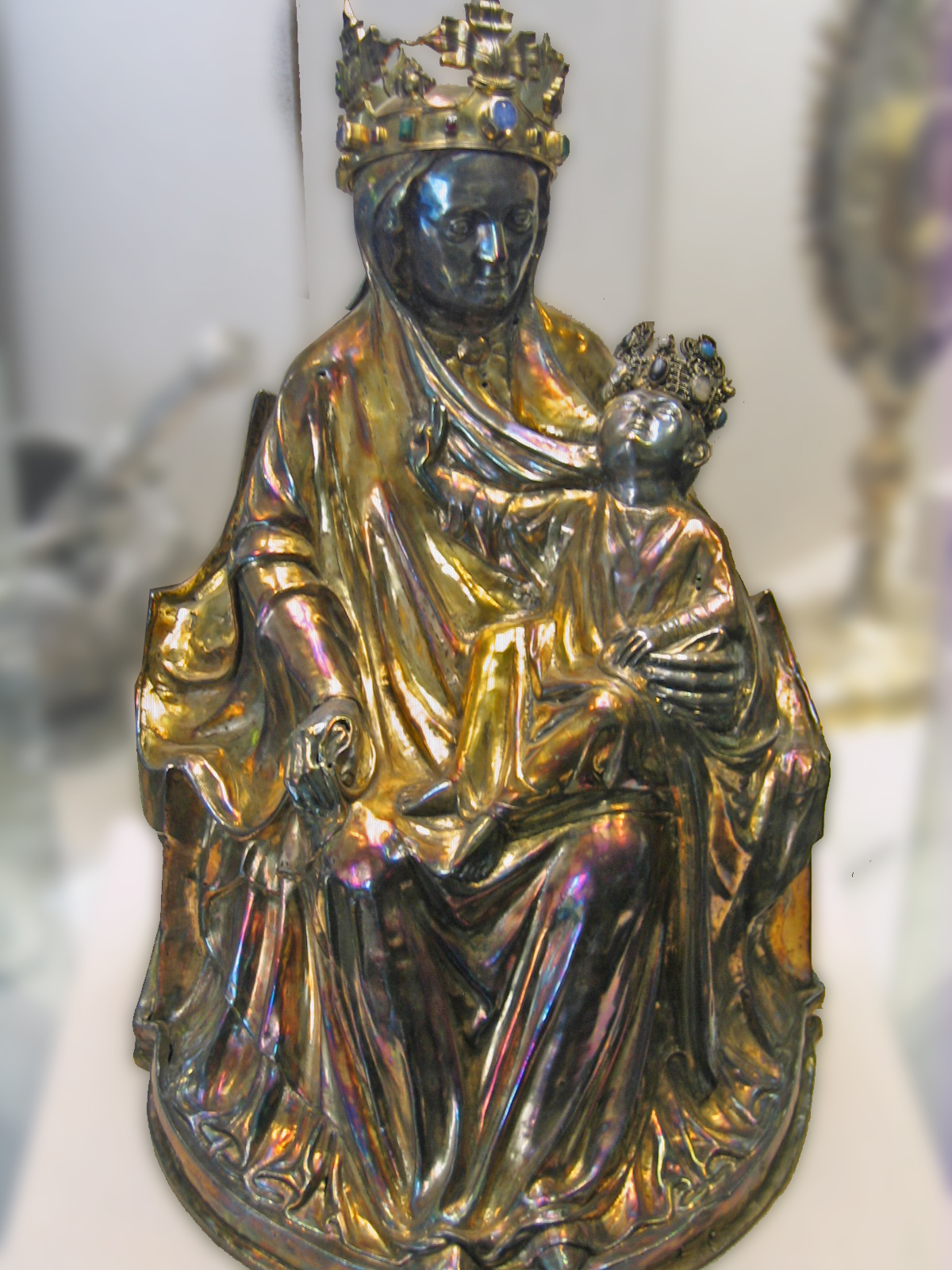
Maria mit dem Jesuskind aus vergoldetem Silberblech

Zu den ältesten Figuren im Domschatz zählt eine thronende Madonna aus vergoldetem Silberblech. Die Figur hält in der linken Hand das Jesuskind als Welterlöser. Mit der anderen Hand rafft Maria ihr Gewand. Man vermutet, dass sie ein Zepter hielt, welches verloren ging. Die Figur entstand um 1235 bis 1240; die Marienkrone ist jünger.
Vier weitere Figuren entstanden im 15. Jahrhundert. Die 29,5 cm hohe Petrus-Statue wurde aus Silber getrieben und ist teilweise vergoldet. Sie steht auf einem sechsseitigen Sockel, welcher das Stifterwappen trägt. In der rechten Hand hält er die Schlüssel, in der linken die Bibel. Die Brust ziert ein Bergkristall, durch den man auf eine Reliquie blicken kann. Am Fuß der Statue befindet sich ein Fenster, durch das ein Glied der Kette zu sehen ist, mit der der Apostel gefesselt war. Die Statue trägt die Gewänder des Papstes und ist mit einer Tiara gekrönt.
Die Figur der Anna selbdritt wurde aus Eichenholz gefertigt und ist farbig gefasst. Die Mutter Anna trägt ein Kopftuch und hat auf dem Schoß ihre gekrönte Tochter Maria. Diese wiederum trägt das Jesuskind. Es hält eine Bibel und zeigt mit dem Finger darauf.
Eine weitere Mariendarstellung ist in Stein gearbeitet und ebenfalls farbig gefasst. Sie trägt eine flache Krone und hält ihr unbekleidetes Kind auf dem Arm.
22,5 cm in der Höhe misst eine Statue des Dompatrons Gorgonius. Sie ist aus Silber getrieben und teilvergoldet. Die Statue gehörte zu einem Reliquienschrein und ruht auf einem flachen Sockel. In der linken Hand hält die Figur einen Schild; das Schwert in der rechten Hand ist verloren gegangen.